# Clubiona pseudopteroneta
Clubiona pseudopteroneta là một loài nhện trong họ Clubionidae.
Loài này thuộc chi Clubiona. Clubiona pseudopteroneta được miêu tả năm 2002 bởi Raven & Stumkat.